# آداپیس
آداپیس(نام علمی: Adapis) نام یک سرده از تیره آداپیسیان است.